# 西费湖
西费湖（發音：[bɯ̄ŋ sǐː fāj]）是泰国中北部披集府的一座湖泊，盛产莲子與淡水鱼类:7。